# Борщевський Микола Констянтинович
Микола Борщевський (рос. Николай Борщевский, нар. 12 січня 1965, Томськ) — колишній російський хокеїст, що грав на позиції правого нападника, зокрема, за збірні СРСР, СНД та Росії.
Олімпійський чемпіон — 1992 року.

## Ігрова кар'єра
Хокейну кар'єру розпочав на батьківщині 1983 року виступами за команду «Динамо» (Москва).
1992 року був обраний на драфті НХЛ під 77-м загальним номером командою «Торонто Мейпл-Ліфс». 
Протягом професійної клубної ігрової кар'єри, що тривала 16 років, захищав кольори команд «Динамо» (Москва), «Спартак» (Москва), «Торонто Мейпл-Ліфс», «Калгарі Флеймс», «Даллас Старс» та «Кельнер Гайє».
У складі «Спартака» разом з Віталієм Прохоровим та Ігорем Болдіним складав найкращу ланку нападників наприкінці 80-х початку 90-х років.
Загалом провів 193 матчі в НХЛ, включаючи 31 гру плей-оф Кубка Стенлі.
Виступав за збірні СРСР, СНД та Росії.

## Тренерська кар'єра
- «Локо» (Молодіжна хокейна ліга 2005—2006,2008—2009) — головний тренер
- «Локомотив» (Ярославль) (2007—2008) — асистент головного тренера
- «Атлант» (2009—2010) — головний тренер
- «Атлант» (2010—2012) — асистент головного тренера
- «Локомотив» (Ярославль) — (2012—2013) — головний тренер
- СКА (2014—2015) — асистент головного тренера
- «Салават Юлаєв» (2015—) — асистент головного тренера

## Нагороди та досягнення
«Динамо» Москва
- Срібний призер чемпіонату СРСР: 1984/85, 1985/86, 1986/87
- Бронзовий призер чемпіонату СРСР: 1987/88

«Спартак» Москва
- Срібний призер чемпіонату СРСР: 1990/91
- Бронзовий призер чемпіонату СНД: 1991/92

Молодіжна та юніорська збірні СРСР
- Бронзовий призер юніорського чемпіонату Європи — 1982
- Чемпіон Європи серед юніорів — 1983
- Чемпіон світу серед молодіжних збірних — 1984

Збірна СРСР
- Олімпійський чемпіон — 1992

Як тренер
- Володар Кубка Гагаріна в складі СКА (Санкт-Петербург) — асистент головного тренера

## Статистика

### Клубні виступи
| Сезон        | Клуб                 | Ліга         | Регулярний сезон | Регулярний сезон | Регулярний сезон | Регулярний сезон | Регулярний сезон | Плей-оф | Плей-оф | Плей-оф | Плей-оф | Плей-оф |
| Сезон        | Клуб                 | Ліга         | І                | Г                | П                | О                | ШХ               | І       | Г       | П       | О       | ШХ      |
| ------------ | -------------------- | ------------ | ---------------- | ---------------- | ---------------- | ---------------- | ---------------- | ------- | ------- | ------- | ------- | ------- |
| 1983–84      | «Динамо» (Москва)    | СРСР         | 34               | 4                | 5                | 9                | 4                | —       | —       | —       | —       | —       |
| 1984–85      | «Динамо» (Москва)    | СРСР         | 34               | 5                | 9                | 14               | 6                | —       | —       | —       | —       | —       |
| 1985–86      | «Динамо» (Москва)    | СРСР         | 31               | 6                | 4                | 10               | 4                | —       | —       | —       | —       | —       |
| 1986–87      | «Динамо» (Москва)    | СРСР         | 28               | 1                | 4                | 5                | 8                | —       | —       | —       | —       | —       |
| 1987–88      | «Динамо» (Москва)    | СРСР         | 37               | 11               | 7                | 18               | 6                | —       | —       | —       | —       | —       |
| 1988–89      | «Динамо» (Москва)    | СРСР         | 43               | 7                | 8                | 15               | 18               | —       | —       | —       | —       | —       |
| 1989–90      | «Спартак» (Москва)   | СРСР         | 48               | 17               | 25               | 42               | 8                | —       | —       | —       | —       | —       |
| 1990–91      | «Спартак» (Москва)   | СРСР         | 45               | 19               | 16               | 35               | 16               | —       | —       | —       | —       | —       |
| 1991–92      | «Спартак» (Москва)   | СНД          | 34               | 22               | 13               | 35               | 14               | 6       | 3       | 1       | 4       | 2       |
| 1992–93      | «Торонто Мейпл-Ліфс» | НХЛ          | 78               | 34               | 40               | 74               | 28               | 16      | 2       | 7       | 9       | 0       |
| 1993–94      | «Торонто Мейпл-Ліфс» | НХЛ          | 45               | 14               | 21               | 35               | 10               | 15      | 2       | 2       | 4       | 4       |
| 1994–95      | «Спартак» (Москва)   | МХЛ          | 9                | 5                | 1                | 6                | 14               | —       | —       | —       | —       | —       |
| 1994–95      | «Торонто Мейпл-Ліфс» | НХЛ          | 19               | 0                | 5                | 5                | 0                | —       | —       | —       | —       | —       |
| 1994–95      | «Калгарі Флеймс»     | НХЛ          | 8                | 0                | 5                | 5                | 0                | —       | —       | —       | —       | —       |
| 1995–96      | «Даллас Старс»       | НХЛ          | 12               | 1                | 3                | 4                | 6                | —       | —       | —       | —       | —       |
| 1995–96      | «Кельнер Гайє»       | ДХЛ          | 8                | 0                | 4                | 4                | 27               | 8       | 2       | 2       | 4       | 4       |
| 1996–97      | «Спартак» (Москва)   | Росія        | 42               | 15               | 29               | 44               | 52               | —       | —       | —       | —       | —       |
| 1997–98      | «Спартак» (Москва)   | Росія        | 46               | 10               | 17               | 27               | 30               | —       | —       | —       | —       | —       |
| Усього в НХЛ | Усього в НХЛ         | Усього в НХЛ | 162              | 49               | 73               | 122              | 44               | 31      | 4       | 9       | 13      | 4       |

### Збірна
| Рік  | Команда | Турнір | Місце |   | І | Г | П  | О | ШХ |
| ---- | ------- | ------ | ----- | - | - | - | -- | - | -- |
| 1984 | СРСР    | МЧС    | 1     | 7 | 6 | 7 | 13 | 4 |    |
| 1992 | СНД     | ОІ     | 1     | 8 | 7 | 2 | 9  | 0 |    |
| 1992 | Росія   | ЧС     | 5-е   | 6 | 1 | 3 | 4  | 2 |    |